# Jorge Muñiz
Jorge Alberto Muñiz Gardner, más conocido como su nombre artístico Jorge Muñiz o por su mote artístico Coque Muñiz (Guadalajara, 1 de mayo de 1960), es un actor, comediante, cantante y presentador mexicano, hijo del cantante mexicano Marco Antonio Muñiz. Es el intérprete de la famosa canción de la década de los 80 "La otra parte de ti".

## Biografía
Coque Muñiz, nació el 1 de mayo de 1960 en Guadalajara. Sus padres son Marco Antonio Muñiz Vega (cantante) y Olga Gardner Meza. Cuando sólo tenía 10 años, comienza a cantar en los coros de Armando Manzanero. Siendo aún adolescente, comienza a cantar profesionalmente. Durante su carrera musical, ha publicado más de una docena de álbumes. Su encantadora y agradable personalidad, le ha abierto el camino como conductor de series de tv cómico-musicales. Participó en el programa La escuelita VIP producido por el también actor y comediante Jorge Ortiz de Pinedo, donde actuó al lado de numerosos artistas como Martha Ofelia Galindo, David Villalpando, Rebeca Mankita, Luz Elena González, Luis de Alba, Polo Polo, Chabelo, Isabel Madow, Vica Andrade, Roxana Martínez, Galilea Montijo, Lorena Herrera, Cecy Gutiérrez, Mauricio Herrera, Rafael Inclán, Shamila Cohen y Raul Padilla "Choforo". Anteriormente había aparecido como invitado en el programa Cero en conducta en tres ocasiones, en el 2000, 2001 y 2002, respectivamente.

## Discografía
- Azulejos 3 (2022)
- Azulejos 2 (2016)
- Azulejos (2015)
- Los amores de José Alfredo (2014)
- 30 años de serenatas: en vivo (2013)
- Noche de rondalla (2012)
- Emociones (2011)
- Lo mejor de serenata (2011)
- Serenata volumen 3: confidencias de amor (2010)
- Serenata (2009)
- Serenata volumen 2: desvelo de amor (2009)
- Las canciones que no me enseñó mi papá (2006)
- Ser latino está de moda (2001)
- Andando llegaré (1998)
- Aconséjame compadre (1993)
- Taxi pa'l Caribe (1992)
- Giros (1991)
- Clásicos románticos de la onda bohemia (1990)
- Creo en el amor (1990)
- Un lugar en el sol (1989)
- Atrápame (1988)
- Te cantaré (1986)
- La otra parte de ti (1985)

## Filmografía

### Conductor
- Alegrías de mediodía (1978-¿?)
- Al fin de semana (1999-2002)
- Nuestra casa (2003-2006)
- ¡Pedro Infante vive! (2007)
- El Suertudo (2007)
- TV de noche (2007-2012)
- El Coque va (2016-2017)
- Pasele, yo invito (2018)

### Actor
- Hasta que los cuernos nos separen (1995).
- Navidad sin fin (2001-2002) Francisco Gavilán Reyes "Pancho".
- La escuelita VIP (2004) Coque.
- Cantando por un sueño (2006) Participante.
- Yo amo a Juan Querendón (2007).
- 100 Mexicanos dijeron (2009) Celebridad Invitado.
- Una familia con suerte (2011) Psicólogo (Episodios 1 y 2).
- Adictos (2012).
- Libre para amarte (2013) Benjamín Hernández Alpuche.
- ¿Quién es la máscara? (2023) Participante; Balero.

### Premios Califa de Oro
| Año  | Categoría               | Programa    | Resultado |
| ---- | ----------------------- | ----------- | --------- |
| 2011 | Mejor Conductor del Año | TV de noche | Ganadora  |

### Premios Palmas de Oro 2003
| Categoría               | Programa     | Resultado |
| ----------------------- | ------------ | --------- |
| Mejor Conductor del Año | Nuestra Casa | Ganador   |